# بيل هاريس (سباح)
بيل هاريس (بالإنجليزية: Bill Harris)‏ (26 أكتوبر 1897 – 7 مارس 1961) كان سباح، من الولايات المتحدة، مثّل بلاده في الألعاب الأولمبية الصيفية 1920، وسباحة في الألعاب الأولمبية الصيفية 1920 – رجال 100 متر سباحة حرة ‏.

## النشأة والسباحة
في سنواته الأولى في هاواي، سبح بيل هاريس جونيور في نادي ميرتل في هونولولو، الذي تميز أيضا بقذائف التجديف. بعد انتقاله من هاواي، عاش في الفلبين بين عامي 1912-1918، حيث فاز بالعديد من الألقاب في السباحة، وحمل أرقاما قياسية حرة من مسافة 50 ياردة إلى 1650 ياردة. في عام 1915، تم اختياره لتدريب فريق السباحة الوطني الفلبيني في أولمبياد الشرق الأقصى في شنغهاي. في أولمبياد شنغهاي، فاز هاريس بجميع أحداث السباحة الستة، مع الحفاظ على العديد من أرقامه القياسية لعقود، تنافس هاريس أيضا في البولينج وكرة اليد.
أثناء وجوده في الفلبين، سبح لنادي كولومبيا في مانيلا، وحقق أسرع وقت تم تسجيله على الإطلاق في مانيلا، وهو.56.4 في حدث 100 ياردة. كان الوقت الذي استغرقه 2:29.8 في سباق 220 ياردة، وهو ما ينافس الوقت القياسي للأولمبي السابق ديوك كوهاناموكو.
في سن 21، عاد هاريس إلى هاواي في ديسمبر 1918، وبدأ تدريب السباحة المركّز مع مركِز جورج ديفيد في هاواي في: نادي الزورق الممتد Outrigger Canoe Club في هونولولو.

## وصلات خارجية
- بيل هاريس على موقع أوليمبيديا (الإنجليزية)